# Christensenidrilus georgiana
Christensenidrilus georgiana är en ringmaskart som först beskrevs av Dózsa-Farkas och Convey 1997.  Christensenidrilus georgiana ingår i släktet Christensenidrilus och familjen småringmaskar. Inga underarter finns listade i Catalogue of Life.